# Conrad Borchling

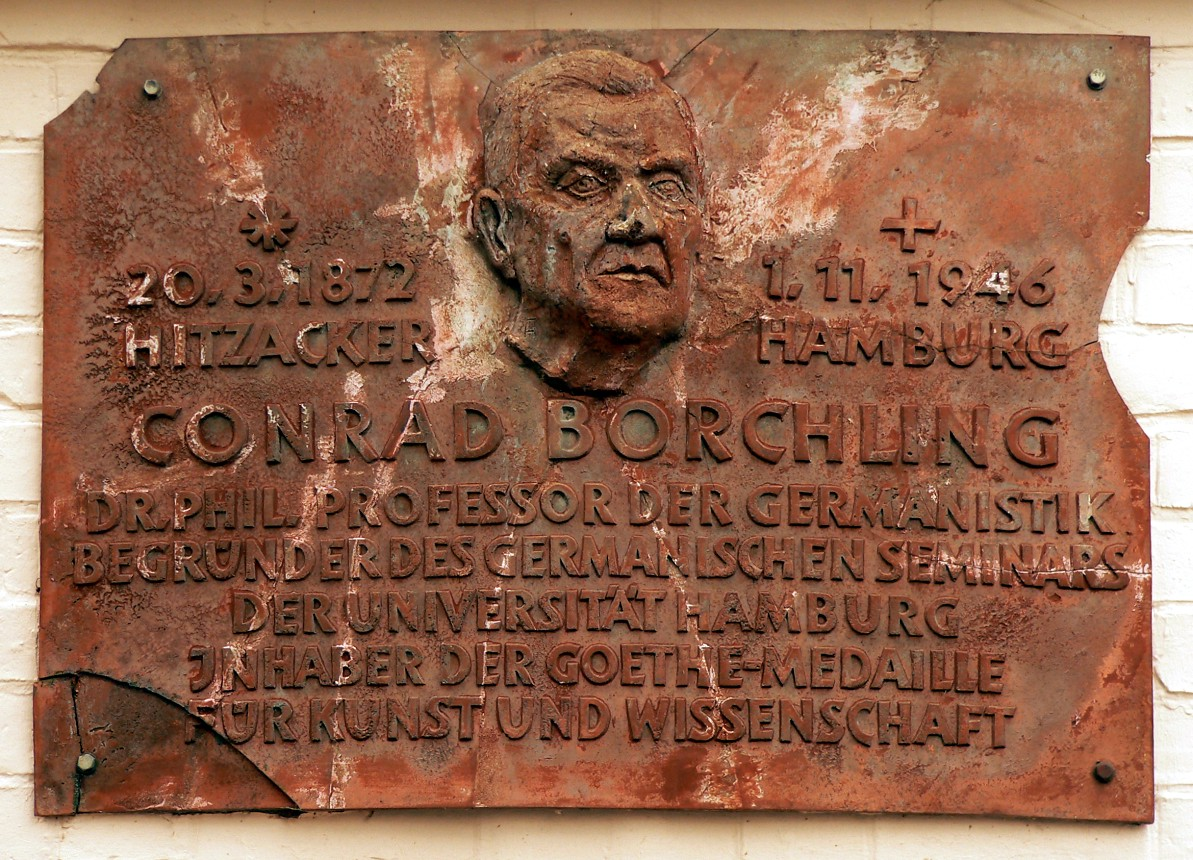
Gedenktafel für Conrad Borchling in Hitzacker

Conrad Borchling, auch: Konrad, vollständig Conrad August Johann Carl Borchling (* 20. März 1872 in Hitzacker (Elbe); † 1. November 1946 in Hamburg) war ein deutscher Germanist. Schwerpunkt seiner Forschung war Niederdeutsch.

## Leben
Borchling war der Sohn eines preußischen Finanzbeamten. Er besuchte Gymnasien in Leer (Ostfriesland), Hildesheim und Emden, wo er 1889 sein Abitur ablegte. Von Herbst 1889 bis 1896 studierte er Klassische Philologie und Germanistik an der Georg-August-Universität Göttingen, besonders bei Moritz Heyne, Gustav Roethe, Edward Schröder und Ulrich von Wilamowitz-Moellendorff. 1889 wurde er Mitglied der Burschenschaft Alemannia Göttingen. Mit dem Bestehen der Staatsprüfung für das Höhere Lehramt in Preußen 1896 erhielt er die Lehrbefähigung für Griechisch, Latein, Deutsch und Englisch. Im folgenden Jahr wurde er nach einer preisgekrönten Dissertation Der jüngere Titurel und sein Verhältnis zu Wolfram von Eschenbach zum Dr. phil. promoviert. 1903 habilitierte er sich  mit Studien zur Geschichte der niederdeutschen Sprache in Ostfriesland. Er wirkte zunächst als Privatdozent für Deutsche Philologie in Göttingen und ab 1906 als außerordentlicher Professor für Germanische Sprachwissenschaft an der Königlichen Akademie zu Posen.
Ab 1910 war er Professor für Deutsche Sprache beim Allgemeine Vorlesungswesen, dem Vorgänger der Universität Hamburg und Leiter des Germanistischen Seminars. 1919 wurde er ordentlicher Professor für Deutsche Sprachwissenschaft und Deutsche Literatur mit besonderer Berücksichtigung des Niederdeutschen und des Niederländischen und erster Dekan der Philosophischen Fakultät an der neugegründeten Universität Hamburg. Zu seinen damaligen Studenten gehörten auch die Rundfunkpioniere Hans Böttcher und Kurt Stapelfeldt, die 1924 zu den Gründungsvätern der Nordischen Rundfunk AG (NORAG) zählten.
1925 wurde er zum korrespondierenden Mitglied der Göttinger Akademie der Wissenschaften gewählt.

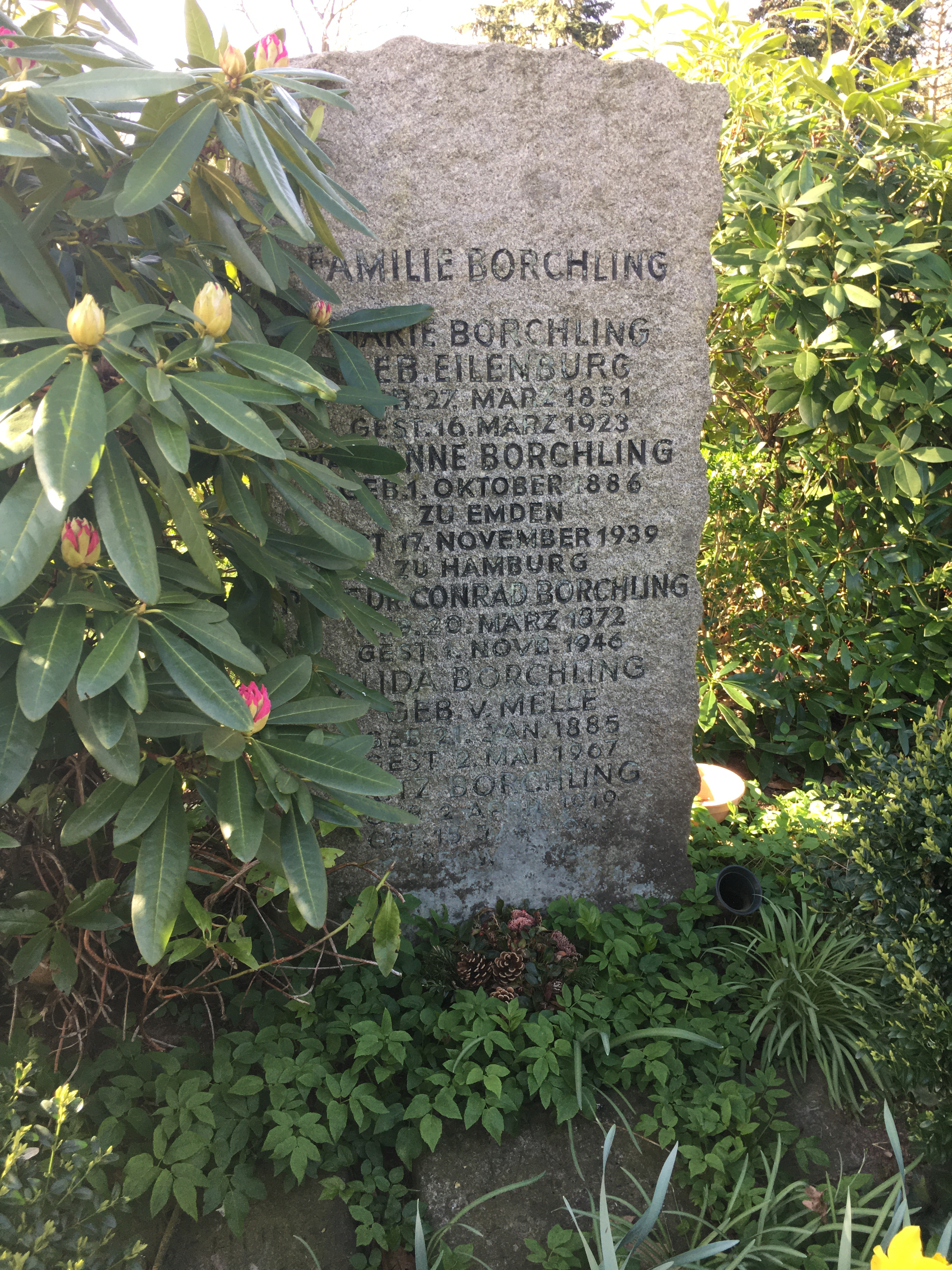
Grabstätte auf dem Friedhof Ohlsdorf

Borchling war zunächst Mitglied der DVP und trat nach deren Auflösung zum 1. Mai 1933 der NSDAP bei (Mitgliedsnummer 3.028.535). Ebenfalls 1933 unterzeichnete er das Bekenntnis der Professoren an deutschen Hochschulen zu A. Hitler und dem nationalsozialistischen Staat. Sein Verhältnis zum Nationalsozialismus wird heute differenziert gesehen. Einerseits gab es eine Affinität zur nationalsozialistischen Ideologie hinsichtlich Borchlings nationalkonservativer und großgermanischer Anschauung, andererseits bezeugte ihm Agathe Lasch 1939, dass er sich für sie eingesetzt habe, und seine Ansichten zur Pflege der Dialekte brachten ihm Kritik von Seiten der NSDAP und den Vorwurf des Partikularismus ein. 1937 emeritiert, vertrat er den Lehrstuhl durch den Zweiten Weltkrieg hindurch. Im Jahr 1942 erhielt er die Goethe-Medaille für Kunst und Wissenschaft und wurde korrespondierendes Mitglied der Preußischen Akademie der Wissenschaften. 1945 wurde er von der britischen Militärregierung entlassen.
Borchling war verheiratet mit Alida, geb. von Melle (1885–1967), einer Tochter Werner von Melles. Er wurde auf dem Friedhof Ohlsdorf beigesetzt. Die Grabstätte liegt im Planquadrat J 13 nördlich von Kapelle 4.

## Werk
Borchling war ein Pionier auf dem Gebiet der mittel- und neuniederdeutschen Philologie. 1917 gründete er zusammen mit Agathe Lasch die Arbeitsstelle Hamburgisches Wörterbuch. Ab 1923 sammelten sie auch Material für das von Lasch begründete 1928 Mittelniederdeutsches Handwörterbuch. Sein Lebenswerk war die zusammen mit dem Rostocker Bibliothekar Bruno Claussen erarbeitete Niederdeutsche Bibliographie.
1897 trat Borchling dem Verein für niederdeutsche Sprachforschung bei und war von 1923 bis 1939 dessen Vorsitzender.

## Nachleben

### Nachlass
Borchlings Nachlass wird im Staatsarchiv Hamburg verwahrt.

### Conrad-Borchling-Preis
Von 1964 bis 1987 vergab die Alfred-Toepfer-Stiftung den Conrad-Borchling-Preis für niederdeutsche und friesische Sprach- und Literaturwissenschaft. Erster Preisträger war Karl Hyldgaard-Jensen; zu den weiteren Preisträgern zählen Bernd-Ulrich Kettner (1970), Reinhard Goltz (1984) und Thomas Steensen (1987). 1989 entschied die Stiftung, den Preis nicht mehr zu vergeben.

### Borchlingweg
1950 erhielt zur Erinnerung an Conrad Borchling der Neulandsweg in Hamburg-Othmarschen den Namen Borchlingweg.

## Veröffentlichungen (Auswahl)
- Der jüngere Titurel und sein Verhältnis zu Wolfram von Eschenbach. Göttingen 1897 (Preisschrift/Dissertation; Digitalisat)
- Mittelniederdeutsche Handschriften in Norddeutschland und den Niederlanden. Erster Reisebericht. In: Nachrichten von der Königl. Gesellschaft der Wissenschaften zu Göttingen. Philol.-hist. Klasse, Geschäftliche Mittheilungen 1898, Göttingen 1899, S. 79–316. (Digitalisat)
- Mittelniederdeutsche Handschriften in Skandinavien, Schleswig-Holstein, Mecklenburg und Vorpommern. Zweiter Reisebericht. In: Nachrichten von der Königl. Gesellschaft der Wissenschaften zu Göttingen. Philol.-hist. Klasse, 1900 (Beiheft), Göttingen 1900 (Digitalisat)
- Litterarisches und geistiges Leben im Kloster Ebstorf am Ausgange des Mittelalters. Vortrag gehalten auf der Versammlung des Hansischen Geschichts-Vereins Pfingsten 1905 zu Halberstadt. In: Zeitschrift des historischen Vereins für Niedersachsen. Band 70, 1905, S. 361–420 (online).
- Die niederdeutschen Rechtsquellen Ostfrieslands, A.H.F. DUnkmann, Aurich 1908 (Quellen zur Geschichte Ostfrieslands, Bd. 1) (Digitalisat)
- Das Alter des Görlitzer Judeneids. In: Neues Lausitzisches Magazin. Band 86, 1910, S. 245–255.
- Das belgische Problem: 9. Okt. 1914. Friederichsen, Hamburg 1914 (Deutsche Vorträge hamburgischer Professoren; 4)
- Das Landrecht des Sachsenspiegels nach der Bremer Handschrift von 1342. Hamburgische Texte und Untersuchungen zur Philologie I, Ruhfus, Dortmund 1925.
- Rechtssymbolik im germanischen und römischen Recht. Leipzig 1926; Nachdruck: Wissenschaftliche Buchgesellschaft, Darmstadt 1965.
- 1000 Jahre Plattdeutsch. Proben niederdeutscher Sprache und Dichtung vom Heliand bis 1900. (Anthologie) 2 Bände, Glückstadt bei Hamburg 1927–1929.
- (mit Rudolf Muuß) Die Friesen. Breslau 1931 (Nachdruck: Reprint-Verlag, Leipzig, Holzminden 2001, ISBN 3-8262-0215-5)
- Plattdeutsche Rechtschreibungslehre für die Mundarten des nordniedersächsischen Raumes. Hamburg 1935.
- mit Bruno Claussen: Niederdeutsche Bibliographie. 3 Bände, Neumünster 1931–1957 (Borchling/Claussen)